# Giovanni Dotoli
Giovanni Dotoli (Volturino, 24 giugno 1942) è un francesista e poeta italiano.

## Biografia

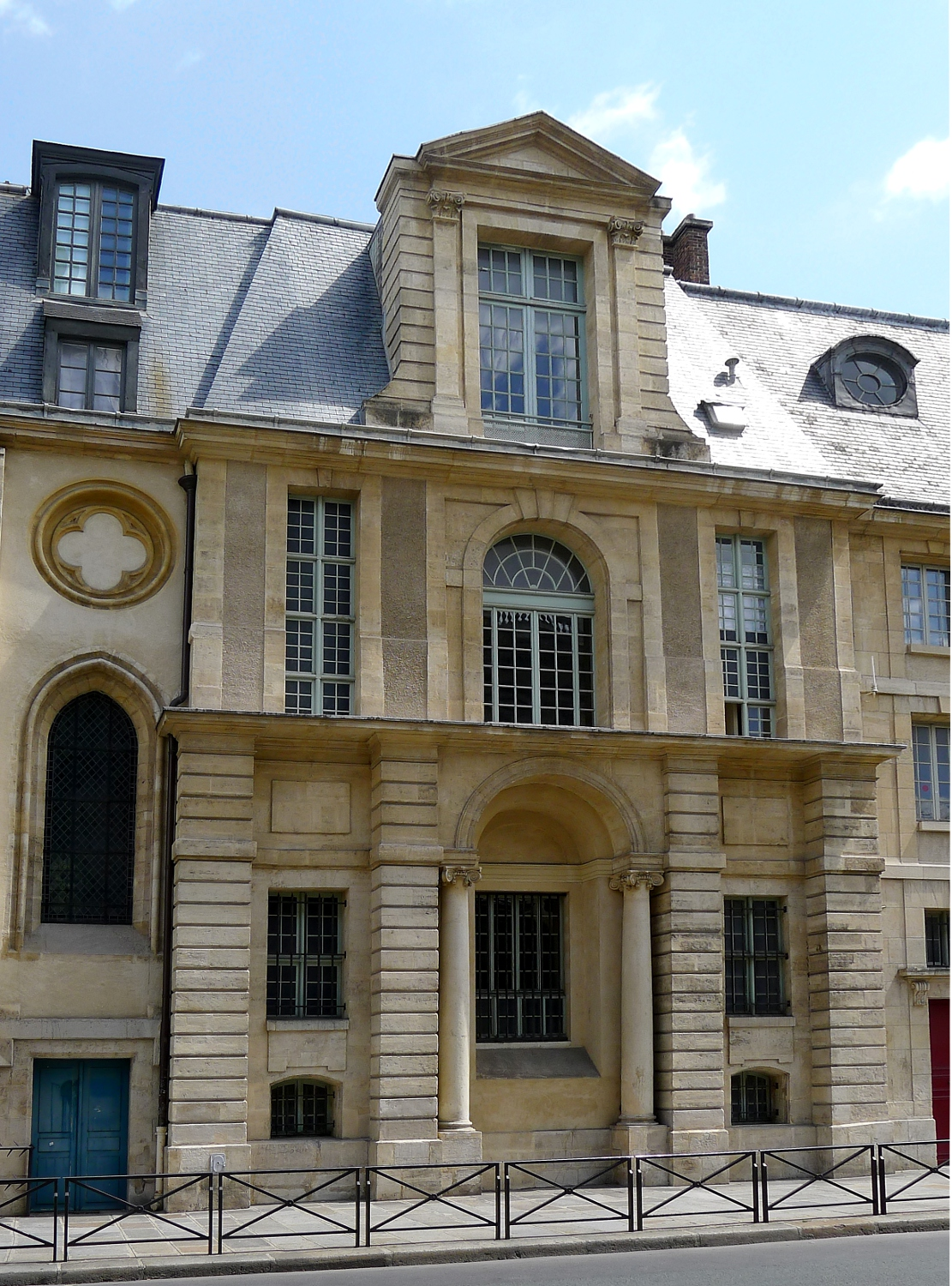
Il Liceo Enrico IV di Parigi

Giovanni Dotoli è nato a Volturino, in provincia di Foggia, il 24 giugno 1942, dal padre Domenico e dalla madre Grazia de Martinis.
Studente promettente, nel 1961 ha ottenuto il diploma di maturità e gli è stata concessa una borsa di studio dal Rotary Club; si è iscritto così alla Facoltà di Economia, risultando essere il miglior studente del corso.
Ha intrapreso la carriera di insegnamento in Francia e Italia, dapprima nelle scuole secondarie e nei licei francesi di Louis le Grand e Henri IV (Parigi) come Lettore di italiano, negli anni '60; poi nell'Università di Bari come assistente non retribuito (1966-1969) di Lingua e Letteratura Francese, e dal '70 all'80 come assistente titolare; nella Facoltà di Economia è docente di lingua francese, ed attualmente insegna Letteratura Franco-Canadese.
Giovanni Dotoli è quindi un professore, prima di tutto, ma anche un letterato e un poeta: sono numerose le sue pubblicazioni sul teatro francese, è anche organizzatore delle Journées Italiennes des Dictionnaires, è autore di innumerevoli articoli e di altrettanti libri e raccolte di poesie.
Il 16 febbraio 2012, nella sede di Palazzo Du Mesnil di Napoli, gli viene conferita la Laurea Honoris Causa in "Teoria e prassi della traduzione".

## Collezioni dirette e fondate
- Biblioteca della Ricerca, Fasano - Paris, Schena – Nizet, Schena - Didier Erudition, Schena - Presses de l'Université de Paris-Sorbonne, 1983-, 15 sezioni.
  - Testi stranieri, Pierre Brunel e G. Dotoli.
  - Cultura straniera, Pierre Brunel, G. Dotoli e Robert Kopp.
  - Traduttologia, G.Dotoli.
  - Linguistica, G. Dotoli, Mirella Conenna e Alain Rey.
  - Puglia europea, G. Dotoli.
  - Medio Evo di Francia, Anna Maria Raugei.
  - Meridioni, Lino Angiuli e Raffaele Nigro.
  - Mentalità e scrittura, Philippe Desan e G. Dotoli.
  - Studi novecenteschi, G. Dotoli.
  - Puglia storica, G. Dotoli e Liana Bertoldi Lenoci.
  - Philologica, Vincenzo Minervini e Ciro Monteleone
  - Documenti, G. Dotoli e Sergio Zoppi.
  - Edizioni genetiche, G. Dotoli.
  - Bibliographica, Vito Castiglione Minischetti e Giovanni Dotoli.
  - Transatlantique, G. Dotoli e Ralph Heyndels.
- Pubblicazioni della Fondazione Ricciotto Canudo, G. Dotoli e Sergio Zoppi, Fasano - Schena, 1978.
- Culture mediterranee, Fasano, Schena, 1994.
- Repertorio delle pubblicazioni dell'Università di Bari, Bari, Adriatica, 1978-1985.
- Didattica delle lingue straniere, Fasano, Schena, 1986-.
- Biblioteca dei Quaderni del Seicento francese, Fasano, Schena, 1985-1994.
- Conférences du Département de Langues et Littératures Romanes et Méditerranéennes, Section de Langue et Littérature Françaises, de l'Université de Bari, Fasano-Paris, Schena-Didier Erudition,  1995.
- Débats, conférences du Collège de Littérature comparée (Université de Paris 4 Sorbonne, de Bâle et de Bari), con Pierre Brunel e Robert Kopp, 2000.
- Poesia e Racconto, Giorgio De Piaggi, G. Dotoli e Francesco Marroni, Fasano, Schena, 2001.
- Poème, Béatrice Bonhomme, Hervé Bosio e Giovanni Dotoli, Nice, Editions de la Revue « NU(e) », 2004.

## Pubblicazioni

### Saggi
- Situation des études bloyennes, suivie d'une bibliographie de 1950 à 1969, Parigi, Nizet, 1970, 400 pagg.
- La datazione del teatro di Jean Mairet, Parigi, Nizet, 1973, 100 pagg.
- Jean Mairet dalla finzione alla realtà, con la corrispondenza diplomatica in edizione critica, Bari, Adriatica, 1974, 376 pagg.
- Matière et dramaturgie dans le théâtre de Jean Mairet, Parigi, Nizet, 1976, 68 pagg.
- Il Cerchio aperto. La drammaturgia di Jean Mairet, prefazione di Jean Rousset, Bari, Adriatica, 1977, 380 pagg.
- Le langage dramatique de Jean Mairet. Structures stylistiques et idéologie baroque, Parigi, Nizet, 1978, 84 pagg.
- Bibliografia critica di Ricciotto Canudo, prefazione di Michel Décaudin, Fasano, Schena, 1983 696 pagg.
- Paris ville visage-du-monde chez Canudo et l'avant-garde italienne. Fasano, Schena, 1984, 80 pagg.
- Lo scrittore totale. Saggi su Ricciotto Canudo, Fasano, Schena, 1986, 240 pagg.
- Littérature et société en France au XVIIe siècle, Fasano-Parigi, Schena-Nizet, 1987 304 pagg.
- Letteratura per il popolo in Francia (1600-1750): proposte di lettura della 'Bibliothèque bleue', prefazione di Marc Soriano, Fasano, Schena, 1991, 416 pagg.
- Perspectives de la recherche sur le 17e siècle français aujourd'hui, Fasano-Parigi, Schena-Nizet, 1994, 134 pagg.
- Nascita della modernità: Baudelaire, Apollinaire, Canudo, il viaggio dell'arte, Fasano, Schena, 1995, 120 pagg.
- Temps de préfaces. Le débat théâtral en France de Hardy à la Querelle du 'Cid' , Parigi, Klincksieck, 1996, 360 pagg.
- Mediterraneo ieri, oggi, domani, prefazione di Predrag Matvejevic, Bari, Cacucci, 1997, 212 pagg.
- Autobiografie de la douleur. Léon Bloy écrivain et critique, Parigi, Klincksieck, 1998, 376 pagg.
- Adolfo Grassi. Colore e poesia, Fasano, Schena, 1998, 126 pagg.
- Salah Stétié. Le poète, la poésie, Parigi, Klincksieck, 1999, 412 pagg.
- Ricciotto Canudo ou le cinéma comme art, préface de Jean-Louis Leutrat, Fasano-Parigi, Schena_Didier Erudition, 1999, 118 pagg.
- Littérature et société en France au XVIIe siècle, vol.II, Fasano-Parigi, Schena-Didier Erudition, 2000, 400 pagg.
- L'occhio del forestiero. Viaggiatori europei nelle contrade pugliesi, Fasano, Schena, 2000, 112 pagg.
- Littérature et société en France au XVIIe siècle, vol.III, Fasano-Parigi, Schena-Didier Erudition, 2001, 400 pagg.
- La poésie française au début du troisième millénaire au l'énigme fragile, Fasano-Parigi, Schena-Presses de l'Universitè de Paris-Sorbonne, 2002, 142 pagg.
- L'œil méditerranéen de l'Europe, préface de Salah Stétié, Parigi, ID Livre, 2003, 224 pagg.
- Culture et littérature canadiennes de langue française. Entretiens avec Antonine Maillet, Claude Beausoleil, Nicole Brossard, Hédi Bouraoui, André Carpentier, Esther Rochon, Naïm Kattan, Marie-Claire Blais, Fasano, Schena, 2003, 160 pagg.
- Baudelaire - Hugo. Rencontres, Ruptures, fragments, abîmes, Fasano-Parigi, Schena-Presses de l'Université Paris-Sorbonne, 2003, 108 pagg.
- Le jeu de Dom Juan, préface de Pierre Brunel, Fasano-Parigi, Schena Presses de l'Universitè de Paris-Sorbonne, 2004, 206 pagg.
- Littérature et société en France au XVIIe siècle, vol.IV, Fasano-Parigi, Schena-Presses de l'Université Paris-Sorbonne, 2004, 316 pagg.
- Plis & replis de mémoire poétique. Entretien avec Rome Deguergue, Fasano-Rochefort-du-Gard, Schena-Alain Lucien Benoit, 2004, 126 pagg.
- Rimbaud, l'Italie, les Italiens. Le géographe visionnaire, Fasano-Parigi, Schena-Presses de l'Université Paris-Sorbonne, 2004, 260 pagg.

## Onorificenze
- Grand Prix dell'Accademia Francese per i contributi alla critica letteraria.